# Леркендал
Леркенда́л (норв. Lerkendal) — футбольний стадіон у місті Тронгейм, друга за місткістю спортивна арена Норвегії — на ній можуть розміститися до 21766 глядачів. Названий на честь району Тронгейма, у якому й розташований. На Леркендалі проводить свої домашні матчі місцевий футбольний клуб «Русенборг», який грає в найвищому футбольному дивізіоні Норвегії — Тіппелізі.
На Леркендалі провели матч за Суперкубок УЄФА 2016 між іспанськими клубами «Реал Мадрид» та «Севілья».